# Nakane Hiroshi
Nakane Hiroshi (japanisch 中根 寛; geboren 26. März 1925 in Okazaki (Präfektur Aichi); gestorben 17. Januar 2018) war ein japanischer Maler im Yōga-Stil.

## Leben und Wirken
Nakane Hiroshi studierte in der Abteilung für Westliche Malerei der Universität der Künste Tokio. Zu seinen Lehrern zählten Yasui Sōtarō, Itō Ren, Hayashi Takeshi, Koiso Ryōhei, Yamaguchi Kaoru, Ushijima Noriyuki. Nakane machte 1953 seinen Abschluss an der Universität. 1959 organisierte er die Künstlervereinigung „Kokudo-kai“ (黒土会). Er schloss sich keiner größeren Künstlervereinigungen an, stellte aus auf der „Gendai Nihon bijutsu-ten“ (現代日本美術展) der „Yasui-shō ten“ (安井賞展) und an anderen Orten.
1975 wurde er Nakane von der Japanisch-chinesischen Freundschaftsgesellschaft (中国人民対外友好協会, Chūgoku jimmin-tai yūkō kyōkai) nach China eingeladen. 1978 wurde er Professor an seiner Alma Mater, 1986 Dekan. Er wurde später als Meiyo Kyōju verabschiedet. 1994 erhielt er die Ehrenmedaille des japanischen Staates.
Mit einem zarten und klaren Pointillismus legte er die Konturen in seinen Bildern an. Ein  beispielhaftes Wer trägt den Titel  „Kinendan (Tendan)“ (祈年殿(天壇)) – „Gebetsjahrhalle (Tendan)“. Das Bild stellt den Himmelstempel in Peking dar.